# Cingalesa
Cingalesa là một chi bướm đêm thuộc họ Noctuidae.